# Zemianske Podhradie
Zemianske Podhradie és un poble i municipi d'Eslovàquia que es troba a la regió de Trenčín.

## Història
La primera menció escrita de la vila es remunta al 1397.

## Demografia
| Godina             | 1994 | 2004   | 2014   | 2024   |
| ------------------ | ---- | ------ | ------ | ------ |
| Nombre de persones | 801  | 783    | 773    | 769    |
| Diferència         |      | −2,24% | −1,27% | −0,51% |

| Godina             | 2023 | 2024   |
| ------------------ | ---- | ------ |
| Nombre de persones | 767  | 769    |
| Diferència         |      | +0,26% |